# Jerry de Jong
Pour les articles homonymes, voir de Jong.
Jerry Murrien de Jong est un footballeur néerlandais, né le 29 août 1964 à Paramaribo (Suriname). Ce défenseur fut sélectionné à trois reprises avec l'équipe des Pays-Bas.

## Biographie

### Début de carrière
De Jong a commencé sa carrière avec le Stormvogels Telstar en première division néerlandaise puis au SC Heerenveen. Il gagne rapidement une bonne réputation de bon défenseur et de tacleur et ses performances ne passant pas inaperçues, plusieurs grands clubs veulent l'acquérir. Au cours de l'été 1989 de Jong signe ainsi pour le club du PSV Eindhoven.

### PSV Eindhoven
Malheureusement de Jong a du mal à trouver sa place dans le groupe et peine à être titulaire à cause de la rude concurrence. Il est toutefois sélectionné 3 fois dans l'équipe des Pays-Bas. Après avoir joué seulement 54 matchs et marqué 2 buts en 5 saisons, il est prêté au FC Groningen. Puis en 1994, il rejoint la première division française au SM Caen.

## Du PSV au scandale
Après avoir quitté le PSV, de Jong signe au SM Caen, mais il ne jouera qu'une saison car il est contraint de retourner aux Pays-Bas : en effet, Caen étant relégué en Division 2, il retourne au PSV Eindhoven. Mais son niveau commence progressivement à baisser et il quitte finalement son club pour le MVV Maastricht qui sera sa dernière équipe en raison de sa toxicomanie.

## Carrière internationale
Jerry de Jong fait ses débuts en équipe nationale néerlandaise le 21 novembre 1990 face à la Grèce dans un match qualificatif pour l'Euro 1992. Son dernier match sous le maillot des Oranje fut le 17 avril 1991, dans un match de qualificatif contre la Finlande. Il n'a fait que 3 apparitions sous le maillot des Néerlandais.

## Vie privée
Il est le père de Nigel de Jong, footballeur international néerlandais.

## Source
- Marc Barreaud, Dictionnaire des footballeurs étrangers du championnat professionnel français (1932-1997), L'Harmattan, 1997.